# 159 (nombre)
Cet article concerne le nombre 159. Pour l'année, voir 159.
159 (cent cinquante-neuf) est l'entier naturel qui suit 158 et qui précède 160.

## En mathématiques
Cent cinquante-neuf est :
- La somme de trois nombres premiers consécutifs (47 + 53 + 59).
- En entrant 159, la fonction de Mertens retourne 0.
- Un nombre de Woodall.

## Dans d'autres domaines
Cent cinquante-neuf est aussi :
- Années historiques : -159, 159.
- Ligne 159 .
- Le nombre de litres dans un baril de pétrole.